# Joan Casamitjana i Alsina
Joan Casamitjana i Alsina (Barcelona, 10 de Juliol de 1805 - València, 30 de Març de 1882) va ser un compositor, director i flautista català. Va ser el fundador de la Societat de Concerts Clàssics i formà part de diverses bandes, als Països Catalans, a França i a Cuba.

## Orígens
Inicia la seva formació musical a Maó, on va residir amb la seva família durant la Guerra del Francès (1808–14). El 1815, amb 10 anys, torna a Barcelona i comença a estudiar contrapunt amb Francesc Andreví i exerceix com a flautí de la Banda del Regiment d'Artilleria fins al juliol de 1818.

## Període francès (1818-1830)
El 1818 marxa a França escapant-se del seu domicili. Arriba a Montpeller, on el presenten al cap del tercer regiment d'enginyers, el marquès de Foncauld. S'hi queda fins que, el 1825, marxa a París contractat per la banda del quart regiment de la Guàrdia Reial. El 1827 arriba a músic major de la Banda del Tercer Regiment.
A París, a més, continua la seva formació musical entrant en contacte amb les dues escoles de més prestigi del moment: va rebre classes de composició de Pierre Melcheor, partidari del sistema Catel, i després de Münchs, propagador del mètode de composició d'Anton Reicha.
Quan es produeix a París la Revolució francesa de Juliol de 1830 i es dissol la Banda Reial, torna a Barcelona a treballar com a flautista, on es dona a conèixer al Teatre de la Santa Creu. Aquest mateix teatre li va oferir la plaça de flauta primer, però la va rebutjar per marxar a Cuba.

## Període cubà (1832-1866)
El 1832 se'n va a Santiago de Cuba, on funda una escola de música en què va tenir notables deixebles com Laureano Fuentes Matons i Rafael Salcedo. Va fundar i dirigir a aquella ciutat l'orquestra i la banda militar, i es va dedicar també a la composició d'himnes patriòtics, obres de saló per a piano i música de cambra. El 1836 va transcriure diversos cants del folklore de Santiago, que més tard va utilitzar a les seves obres orquestrals.
El 1850 es trasllada a l'Havana, on va dirigir orquestres i bandes i continuà la seva tasca pedagògica i compositiva, amb algunes contradanses i danses cubanes per a piano. Va ocupar la plaça de director de la banda de música militar de l'illa de Cuba durant catorze anys, ocupant la mateixa plaça a altres regiments fins que es va retirar de l'activitat militar el 1859.
També formà un quartet de cambra com a violoncel·lista amb els guitarristes Peralta, Salcedo i Betancourt els anys 1836 i 1837.

## Retorn a Catalunya (1866-1881)
El 1866 torna a Barcelona, on guanya el premi de composició simfònica de l'Ateneu Barcelonès -aconsegueix un premi de 4.000 rals por la seva simfonia a quatre temps, que portava per lema "Lo bueno no siempre es bello: lo bello no siempre es bueno".
Aquell mateix any comença l'activitat regular de la Sociedad de Conciertos de Madrid i es constitueix també la Societat de Concerts Clàssics de Barcelona, que funda i dirigeix Casamitjana. Als concert d'aquestes dues societats s'interpreten obres del compositor.
L'abril del 1867 organitzen una sèrie de sis concerts als Jardins del Prado Catalán, i el 12 i 18 de juny al Teatre dels Camps Elisis de Barcelona, on s'interpreten diverses obres de Casamitjana. Aviat, aquells concerts es van conèixer com a Concerts Casamitjana.
El febrer de 1880 va ser nomenat, juntament amb Marià Obiols i Josep Marraco, jurat de les composicions presentades al certamen del mil·lenari de Montserrat, i en constituir-se la Societat de Concerts de Barcelona, l'agost d'aquell mateix any, n'és nomenat membre honorari.
A la seva mort, que va tenir lloc a València -on estava destinat el seu fill-, va deixar incompleta una òpera sobre textos en castellà (Raquel o La judía).

## Obres
- Per a piano:
  - 5 danzas americanas (La bélica, La holginera, Simpática, La marinera, Danza)
  - El centenar (1870), polca
  - La Anita (1871), dansa a 4 mans
  - La camagüeyana (1871), dansa a 4 mans
- La ausencia, per a violí i piano.
- Per a orquestra:
  - Sinfonia a Quatre Temps (1866)
  - El retorno a la patria (1867), vals
  - L'Eco dels Camps Elisis (1867), rigodons
  - Marcha Rusa (1867)
  - Pensaments lírics (1867)
  - Andante religioso (1871)
  - Una violeta (1872), obertura
  - Bailable de «Las cien doncellas» (1873)
  - Andantino y Saltarello (1875)
- Marcha heroica de Schubert (1873), per a banda
- Raquel o La judía (òpera inacabada)